# Helikopter-Streichquartett
Das Helikopter-Streichquartett ist eines von Karlheinz Stockhausens bekanntesten Stücken und eines der am schwierigsten aufzuführenden: erforderlich sind ein Streichquartett, vier Hubschrauber mit Piloten und Tontechnikern, vier Fernsehübertragungsgeräte, vier mal drei Tonübertragungsgeräte, ein Hörsaal mit vier Fernsehgeräten und Lautsprecheranlagen, ein Tontechniker mit Mischpult und ein Moderator.
Die Komposition basiert auf der einfachen Idee eines Streichquartetts, bei dem die Rotorblätter als zweite Instrumente fungieren, deren Klang sich in den Klang der Hauptinstrumente einfügen, die aber immer lauter als die Rotorblätter sind. Sie wurde zum ersten Mal 1996 aufgeführt und aufgenommen. Das Werk kann zwar auch als eigenständiges Stück aufgeführt werden, ist aber ein Teil der dritten Szene aus der Oper Mittwoch aus Licht.

## Entstehungsgeschichte
Das Helikopter-Quartett wurde im Frühjahr 1991 von Hans Landesmann und Gerard Mortier für die Salzburger Festspiele in Auftrag gegeben. Der erste Entwurf entstand 1992; die für 1994 vorgesehene Premiere musste jedoch abgesagt werden, nachdem die Verhandlungen mit Österreichs Bundesheer (für die Hubschrauber) und verschiedenen Fernsehanstalten (für die Übertragung) scheiterten. Die Uraufführung fand am 26. Juni 1995 beim Holland Festival in Amsterdam statt. Es spielte das Arditti Quartett in Hubschraubern der Niederländischen Luftstreitkräfte. Das Projekt wurde vom niederländischen Musikfilmautor Frank Scheffer dokumentiert.
Die österreichische Erstaufführung war am 22. August 2003 in Salzburg; die deutsche Erstaufführung fand am 17. Juni 2007 in Braunschweig statt, die Schweizer Erstaufführung am 3. Juli 2011 in Boswil.

## Ablauf
Das Stück läuft folgendermaßen ab: Ein Moderator, z. B. ein Tontechniker, stellt das Werk vor und erklärt seine technischen Aspekte. Die Spieler werden auf den Monitoren gezeigt, wie sie zu den Hubschraubern gehen oder gefahren werden und dort einsteigen. Sie bleiben mit ihren Instrumenten immer im Bild der Kamera, die im Hubschrauber in einer festen Einstellung Spieler, Instrument, den Boden und die Scheibe zeigen.
Hier beginnt die Musik. Die ursprüngliche Version dauerte ungefähr 18½ Minuten, wurde aber bei der Überarbeitung von 1994 auf 21½ Minuten ausgedehnt. Die Hubschrauber kreisen in einem Radius von etwa 6 km um den Konzertsaal; sie wechseln ständig die Flughöhe, um klanglich und optisch einen modulierenden Effekt zu erzeugen. Alle zwölf ankommenden Signale werden live durch den Tontechniker gemischt. Abstieg und Landung dauern fünf Minuten, wobei das leiser werdende Geräusch der Rotorblätter als Hintergrund für die Rückkehr des Streichquartetts in den Hörsaal dient. Der Moderator beginnt den Applaus und stellt sich dann den Fragen des Publikums.